# Fanya Baron

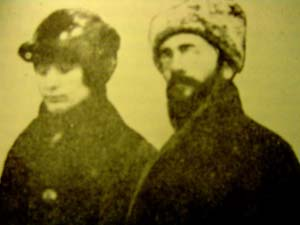
Fanya e Aaron Baron circa 1917-1921

Fanya Anisimovna Baron (Фаня Анисимовна Барон) (? - 1921) foi uma anarquista russa. Viveu nos Estados Unidos de 1910 a 1917 quando voltou para sua terra natal para formar uma sociedade pós-revolucionária. Em 1921 ela foi executada pela Cheka (primeira polícia secreta soviética).

## A Nabat e o movimento Makhno
Fanya esteve envolvida com a Confederação Anarquista Ucraniana (Nabat) de 1919 a 1920, que publicava um panfleto também chamado Nabat ("The Alarm"). A confederação tinha ligações com o movimento Makhno. Vários membros Nabat (entre eles o marido de Fanya, Aaron Baron, Voline e Peter Arshinov ) eram ativos no Setor Cultural-Educativo do movimento Makhno.
Voline e Aaron Barão estavam entre os anarquistas que foram presos em uma operação Cheka contro o anarquismo no final de 1920.

## Fuga da prisão
No início de julho de 1921, Fanya escapou da prisão Ryazan. Ela planejava ajudar o marido Aaron Barão a escapar da prisão em Moscou. O irmão de Aaron, um bolchevique comunista, se ofereceu para ajudar com o plano. Fanya foi presa pela Cheka, no mesmo ano, junto com o irmão de Aaroo, que mais tarde foi executado.

## Captura e execução
Fanya Barão estava entre os 13 anarquistas detidos na prisão Taganka sem acusações. Em julho de 1921, eles entraram em greve de fome , atraindo a atenção de sindicalistas franceses, espanhois e russos que defenderam a sua libertação. Leon Trotsky citou na ocasiao: "Nós não aprisionamos reais anarquistas, mas os criminosos e bandidos que se cobrem  afirmando ser anarquistas ".
Dez dos 13 anarquistas foram liberados e deportados em 17 de Setembro 1921: Voline, Vorobiov, Mratchny, Michailov, Maximoff, Ioudine, Iartchouk, Gorelik, Feldman e Fedorov. Fanya Baron e o poeta Lev Chernyi continuaram detidos, e foram executados no final desse mês.
Fanya foi executada pela Cheka em 29 de setembro de 1921, por seus supostos crimes. Aaron Baron foi poupado de execução, passando porem 17 anos em diversas prisões e exílio forçado até sua morte em 1937.
Emma Goldman escreveu sobre a execução de Fanya Barão em My Further Disillusionment in Russia:

Fanya Barão era do tipo de mulher russa totalmente consagrada à causa da humanidade. Enquanto na América deu todo o seu tempo livre e uma parte considerável de seus magros rendimentos de uma fábrica para a propaganda anarquista. Anos depois, quando eu a conheci em Kharkov, seu zelo e devoção tornou-se intensificado pela perseguição que ela e seus companheiros haviam sofrido desde o seu regresso à Rússia. Ela possuía a coragem ilimitada e um espírito generoso. Ela poderia realizar a tarefa mais difícil e privar-se do último pedaço de pão com graça e abnegação total. Sob angustiante condições de viagem, Fanya moveu-se pela Ucraina para divulgar a Nabat, organizar os trabalhadores e camponeses, ou trazer ajuda e socorrer a seus companheiros presos. Ela foi uma das vítimas do ataque Butyrki, tendo ela tinha sido arrastada pelos cabelos e espancada. Depois de sua fuga da prisão Ryazan ela vagou a pé para Moscou, onde chegou em farrapos e sem dinheiro. Era sua condição desesperada, a levou a procurar abrigo com o irmão de seu marido, em cuja casa ela foi descoberta pela Cheka. Esta mulher de grande coração, que tinha servido a Revolução Social por toda sua vida, foi morte pelas pessoas que fingiam ser a vanguarda da revolução. Não contente com o crime de matar Fanya Baron, o Governo Soviético colocou o estigma de banditismo na memória de sua vítima. 

## Fanya Baron na cultura contemporânea
Uma livraria Anarquista Australiana, a Jura Books, nomeou sua biblioteca The Fanya Baron Library  em honra de sua coragem e sacrifício pela revolução anarquista.